# Калањевци
Калањевци су насеље у Србији у општини Љиг у Колубарском округу. Према попису из 2022. било је 499 становника.

Овде се налазе Запис липа код дома (Калањевци), Запис Ђукнића липа (Калањевци) и Запис Јоксимовића липа (Калањевци).

## Демографија
У насељу Калањевци живи 626 пунолетних становника, а просечна старост становништва износи 44,4 година (42,6 код мушкараца и 46,3 код жена). У насељу има 231 домаћинство, а просечан број чланова по домаћинству је 3,22.
Ово насеље је великим делом насељено Србима (према попису из 2002. године), а у последња три пописа, примећен је пад у броју становника.
|  |

| Демографија | Демографија | Демографија |
| Година      | Становника  | Становника  |
| ----------- | ----------- | ----------- |
| 1948.       | 1.217       |             |
| 1953.       | 1.198       |             |
| 1961.       | 1.126       |             |
| 1971.       | 945         |             |
| 1981.       | 875         |             |
| 1991.       | 824         | 824         |
| 2002.       | 744         | 760         |

| Етнички састав према попису из 2002.‍ | Етнички састав према попису из 2002.‍ | Етнички састав према попису из 2002.‍ | Етнички састав према попису из 2002.‍ | Етнички састав према попису из 2002.‍ |
| ------------------------------------ | ------------------------------------ | ------------------------------------ | ------------------------------------ | ------------------------------------ |
|                                      |                                      |                                      |                                      |                                      |
| Срби                                 | Срби                                 |                                      | 733                                  | 98,52%                               |
| Црногорци                            | Црногорци                            |                                      | 1                                    | 0,13%                                |
| Мађари                               | Мађари                               |                                      | 1                                    | 0,13%                                |
| непознато                            | непознато                            |                                      | 9                                    | 1,20%                                |

| Година пописа     | 1948. | 1953. | 1961. | 1971. | 1981. | 1991. | 2002. |
| ----------------- | ----- | ----- | ----- | ----- | ----- | ----- | ----- |
| Број домаћинстава | 239   | 241   | 257   | 240   | 243   | 296   | 231   |

| Број чланова      | 1  | 2  | 3  | 4  | 5  | 6  | 7  | 8 | 9 | 10 и више | Просек |
| ----------------- | -- | -- | -- | -- | -- | -- | -- | - | - | --------- | ------ |
| Број домаћинстава | 41 | 66 | 40 | 29 | 18 | 22 | 11 | 1 | 2 | 1         | 3,22   |

| Пол    | Укупно | Неожењен/Неудата | Ожењен/Удата | Удовац/Удовица | Разведен/Разведена | Непознато |
| ------ | ------ | ---------------- | ------------ | -------------- | ------------------ | --------- |
| Мушки  | 320    | 71               | 210          | 24             | 11                 | 4         |
| Женски | 325    | 38               | 210          | 66             | 9                  | 2         |
| УКУПНО | 645    | 109              | 420          | 90             | 20                 | 6         |

| Пол    | Укупно                    | Пољопривреда, лов и шумарство | Рибарство                            | Вађење руде и камена | Прерађивачка индустрија       |
| ------ | ------------------------- | ----------------------------- | ------------------------------------ | -------------------- | ----------------------------- |
| Мушки  | 244                       | 143                           | 0                                    | 6                    | 46                            |
| Женски | 227                       | 178                           | 0                                    | 0                    | 20                            |
| УКУПНО | 471                       | 321                           | 0                                    | 6                    | 66                            |
| Пол    | Производња и снабдевање   | Грађевинарство                | Трговина                             | Хотели и ресторани   | Саобраћај, складиштење и везе |
| Мушки  | 4                         | 8                             | 7                                    | 0                    | 13                            |
| Женски | 1                         | 0                             | 8                                    | 2                    | 1                             |
| УКУПНО | 5                         | 8                             | 15                                   | 2                    | 14                            |
| Пол    | Финансијско посредовање   | Некретнине                    | Државна управа и одбрана             | Образовање           | Здравствени и социјални рад   |
| Мушки  | 0                         | 1                             | 1                                    | 4                    | 4                             |
| Женски | 0                         | 4                             | 0                                    | 5                    | 2                             |
| УКУПНО | 0                         | 5                             | 1                                    | 9                    | 6                             |
| Пол    | Остале услужне активности | Приватна домаћинства          | Екстериторијалне организације и тела | Непознато            | Непознато                     |
| Мушки  | 0                         | 0                             | 0                                    | 7                    | 7                             |
| Женски | 2                         | 0                             | 0                                    | 4                    | 4                             |
| УКУПНО | 2                         | 0                             | 0                                    | 11                   | 11                            |